# 王小群
王小群，清华大学数学科学系教授，博士生导师，长江学者特聘教授，研究领域包括金融数学、计算金融学、统计计算与数据科学等。王小群曾获中国国家杰出青年基金。